# Robert D. Cabana
Pour les articles homonymes, voir Cabana.
Robert Donald Cabana dit Bob Cabana est un astronaute américain né le 23 janvier 1949. Il est sélectionné en tant qu'astronaute en juin 1985.

## Biographie

### Famille
Robert Cabana est né le 23 janvier 1949 à Minneapolis, au Minnesota, de Ted et Annabell Cabana. Son père a depuis déménagé à Salt Lake City. Robert est l'aîné de sa famille. Il a un frère : Gary. Son épouse est Nancy Joan Shimer. Il a trois enfants : Jeffrey, Christopher et Sarah.

### Éducation
Il est diplômé de Washburn High School à Minneapolis en 1967. Il reçoit en 1971 son diplôme en mathématiques de la United States Naval Academy d'Annapolis dans le Maryland.

### Carrière militaire
Après avoir obtenu son diplôme de l’Académie navale des États-Unis, il a fréquenté l’école The Basic School de la Marine Corps Base Quantico, en Virginie, et a suivi une formation d’officier de vol naval à la base aéronavale Pensacola, en Floride, en 1972.

## Carrière à la NASA
Sélectionné par la NASA comme candidat astronaute en juin 1985, Cabana a terminé sa formation initiale d'astronaute en juillet 1986, se qualifiant pour une affectation en tant que pilote dans les futurs équipages de la navette spatiale. Il a d'abord occupé le poste de coordinateur du développement du logiciel de vol de la navette spatiale au Bureau des astronautes jusqu'en novembre 1986. À cette date, il est nommé chef adjoint des opérations aériennes au Centre spatial Johnson, où il reste en poste pendant deux ans et demi. Il a ensuite occupé le poste d'astronaute en chef au laboratoire d'intégration avionique de la navette (SAIL), où le logiciel de vol de l'orbiteur est testé avant le vol. Cabana a occupé le poste de communicateur radio (CAPCOM) au centre de contrôle de mission pendant plusieurs missions de la navette, ainsi que celui de chef des apparitions des astronautes. Avant d'être affecté au commandement de la mission STS-88, Cabana a occupé pendant trois ans le poste de chef du bureau des astronautes de la NASA.
Après la mission STS-88, il a occupé le poste de directeur adjoint des opérations de mission habitées. Après avoir rejoint le programme de l'ISS en octobre 1999, Cabana a occupé le poste de responsable des opérations internationales. D'août 2001 à septembre 2002, il a été directeur des programmes de vols spatiaux habités en Russie. En tant que représentant principal de la NASA auprès de l'Agence russe Rosaviakosmos et de ses sous-traitants, il a supervisé toutes les opérations, la logistique et les fonctions techniques des vols spatiaux habités, y compris les opérations de mission de la NASA à Korolev et l'entraînement des équipages au Centre d'entraînement des cosmonautes Gagarine à la Cité des étoiles.
À son retour à Houston, M. Cabana est brièvement nommé directeur adjoint du programme de la station spatiale internationale (ISS). De novembre 2002 à mars 2004, il a été directeur du Flight Crew Operations Directorate, chargé de diriger les activités quotidiennes du directorat, y compris le corps des astronautes de la NASA et les opérations aériennes à Ellington Field. Il a ensuite été nommé directeur adjoint du Centre spatial Johnson, où il est resté trois ans et demi. D'octobre 2007 à octobre 2008, M. Cabana a été directeur du centre spatial John C. Stennis.
En octobre 2008, il a été nommé directeur du centre spatial John F. Kennedy, poste qu'il a occupé jusqu'en 2021. 
En mai 2021, Cabana a été nommé administrateur associé de la NASA.  En tant qu'ancien astronaute actif toujours employé par la NASA, Cabana est resté membre du corps des astronautes de la NASA en tant qu'astronaute de gestion non éligible au vol.  Cabana a pris sa retraite de la NASA le 31 décembre 2023. Il est remplacé par Jim Free au poste d'administrateur associé.

## Expérience de vol spatial
- 6 octobre 1990 : Discovery STS-41
- 2 décembre 1992 : Diccovery STS-53
- 8 juillet 1994 : Columbia STS-65
- 4 décembre 1998 : Endeavour STS-88 (première mission vers la Station spatiale internationale)